# Tecticeps serratus
Tecticeps serratus är en kräftdjursart som beskrevs av Gurjanova 1935. Tecticeps serratus ingår i släktet Tecticeps och familjen Tecticipitidae. Inga underarter finns listade i Catalogue of Life.